# Jun Andō
Jun Andō (jap. 安藤 淳 Andō Jun; ur. 8 października 1984) – japoński piłkarz występujący na pozycji obrońcy. Obecnie występuje w Matsumoto Yamaga FC.

## Kariera klubowa
Od 2007 roku występował w klubach Kyoto Sanga FC, Cerezo Osaka i Matsumoto Yamaga FC.